# Henri Rang
Henri Rang est un cavalier roumain né le 8 juin 1902 à Lugoj et mort le 25 décembre 1946.

## Carrière
Sa carrière amateur est principalement marquée par une médaille d'argent remportée aux Jeux olympiques de Berlin en 1936 en saut d'obstacles individuel.